# SUPER JUNIOR RYEOWOOK Special Live ~秋宴~
《SUPER JUNIOR RYEOWOOK Special Live ~가을 축제~》는 슈퍼주니어의 멤버 려욱의 두 번째 일본 전국 콘서트 투어이다.

## 투어 일정
| 일정                  | 도시       | 장소                   | 관객 동원    |
| --------------------- | ---------- | ---------------------- | ------------ |
| 2022년 11월 2일       | 다치카와시 | 타치가와 스테이지 가든 | 통산 6,000명 |
| 2022년 11월 3일 (1회) | 다치카와시 | 타치가와 스테이지 가든 | 통산 6,000명 |
| 2022년 11월 3일 (2회) | 다치카와시 | 타치가와 스테이지 가든 | 통산 6,000명 |

## 세트 리스트
- Opening VCR -
- 君に出会えて (너를 만나고)
- Like A Star
- 별이 쏟아지는 밤 (Starry Night)

- Ment -
- 너에게 (I'm Not Over You)
- 恋に落ちて (사랑에 빠져)
- Sugar

- VCR #2 -
- エジソン[1](에디슨)
- Habit[2]

- Ment -
- 슈퍼주니어 Medley

1. Mr. Simple
2. SPY
3. Oppa, Oppa

- Ment -
- なんでもないや[3](아무렇지도 않아)
- CITRUS[4]

- Ment -
- 품 (POOM)
- 나에게 (To Me)

- Ment -
- 찬란한 나의 그대 (Everlasting Love)

- Ment -
- 茜色に染まる空の下 (노을 빛 하늘 아래)

- Encore VCR -
- 桜の花が咲く頃 (벛꽃이 필 무렵)

- Ment -
- My Dear
- 어린왕자 (The Little Prince)3일 한정

## 제작
- 기획 · 제작 : 에이벡스 엔터테인먼트, 스트림 미디어 코퍼레이션
- 총감독 : 오오쿠보 마사오